# Michel Ciment
Michel Ciment (París, 26 de mayo de 1938-13 de noviembre de 2023) fue un escritor, universitario, periodista, productor de radio y crítico de cine francés. Fue director y miembro del comité de redacción de la revista Positif. También fue maestro de civilización americana en la Universidad Paris VII.

## Biografía
Desde muy joven se interesó por el cine y escribe sus primeros textos sobre el séptimo arte en una pequeña revista estudiantil, CinémaTexte. En 1963, mandó un texto sobre la película de Orson Welles El Proceso al comité de redacción de la revista Positif que publica su artículo. Tres años más tarde, Ciment entró en el comité de redacción.
En 1970, se unió a la tertulia radiofónica Le Masque et la Plume. En 1973 publicó su primer libro, Kazan par Kazan, en el que se entrevista con el controvertido cineasta. Bajo el mismo modelo, publicó libros sobre Francesco Rosi, Joseph Losey y Stanley Kubrick, del que Michel Ciment fue uno de los principales exegetas.
A principios de los años 1990, en paralelo a su trabajo en Positif, lanzó un nuevo programa radiofónico: Projection privée, en la emisora France Culture, donde recibía invitados para hablar sobre temas relacionados con la actualidad del cine.
Mantuvo varias polémicas con críticos de Libération, Le Monde y Les Inrockuptibles.

## Libros
- 1973, Kazan par Kazan
- 1976, Le Dossier Rosi
- 1979, Le Livre de Losey
- 1980, Kubrick  publicado en español por Akal.
- 1981, Les Conquérants d'un nouveau monde, essais sur le cinéma américain
- 1982, Schatzberg, de la photo au cinéma
- 1985, Boorman : un visionnaire en son temps
- 1989, Theo Angelopoulos
- 1992, Le crime à l'écran : Une histoire de l'Amérique, coll. « Découvertes Gallimard/Arts » (n.º 139), Paris: Gallimard
- 1992, Passeport pour Hollywood : entretiens avec Wilder, Huston, Mankiewicz, Polanski, Forman & Wenders
- 2003, Fritz Lang: le meurtre et la loi, coll. « Découvertes Gallimard/Arts » (n.º 442), Paris: Gallimard
- 2003, Petite planète cinématographique
- 2014, Jane Campion par Jane Campion
- 2014, Une renaissance américaine (Entretien avec 30 cinéastes)
- 2014, Le Cinéma en partage (entretiens avec N.T. Binh)